# Olot (Uzbekistan)
Olot è il capoluogo del distretto di Olot della regione di Bukhara, in Uzbekistan. Aveva 8.900 abitanti al censimento del 1989 e una popolazione calcolata di 12.924 abitanti per il 2010.